# (21654) 1999 PZ
1999 بي زد (ويعرف أيضًا باسم (21654) 1999 بي زد وفق تسمية الكوكب الصغير) (بالإنجليزية: 1999 PZ)‏ هو كويكب ضمن حزام الكويكبات؛ وترتيبه 21654 من حيث الاكتشاف.
اكتُشف هذا الجُرم الفلكي بواسطة رافاييل باتشيكو ‏ في 5 أغسطس 1999.

## وصلات خارجية
- (21654) 1999 PZ في قاعدة بيانات مختبر الدفع النفاث لأجرام النظام الشمسي الصغيرة

- الاكتشاف · مخطط المدار ·  العناصر المدارية · المعلمات المادية

- (21654) 1999 PZ على موقع ويكي سكاي: DSS2, SDSS, GALEX, IRAS, Hydrogen α, X-Ray, Astrophoto, Sky Map, Articles and images